# Giải Oscar lần thứ 75
Giải Oscar lần thứ 75 là giải thưởng được trao bởi Viện Hàn lâm Khoa học và Nghệ thuật Điện ảnh để vinh danh những sản phẩm điện ảnh được ra mắt vào năm 2002. Lễ trao giải được tổ chức vào ngày 23 tháng 3, 2003, được truyền hình trực tiếp trên kênh ABC. Giải thưởng năm này trao giải ở 24 hạng mục giải thưởng và được đạo diễn bởi Louis J. Horvitz. Steve Martin lần thứ hai đảm nhiệm vai trò người dẫn dắt cho lễ trao giải, Giải Oscar Thành tựu Kỹ thuật được trao trước khi lễ trao giải diễn ra 3 tuần.
Chicago giành được 6 giải thưởng bảo gồm Phim hay nhất. Những phim giành được giải thưởng  khác bao gồm: Nghệ sĩ dương cầm với 3 giải; Frida, Chúa tể của những chiếc nhẫn: Hai tòa tháp với 2 giải, và Adaptation, Bowling for Columbine, The ChubbChubbs!, 8 Mile, The Hours, Nowhere in Africa, Road to Perdition, Cuộc phiêu lưu của Chihiro vào thế giới linh hồn, Talk to Her, This Charming Man và Twin Towers với 1 giải. Lễ trao giải chỉ đạt được 33 triệu lượt xem trên đất Mỹ, do đó trở thành lễ trao giải ít được theo dõi nhất qua ti vi vào thời điểm đó.

## Đề cử và Giải thưởng

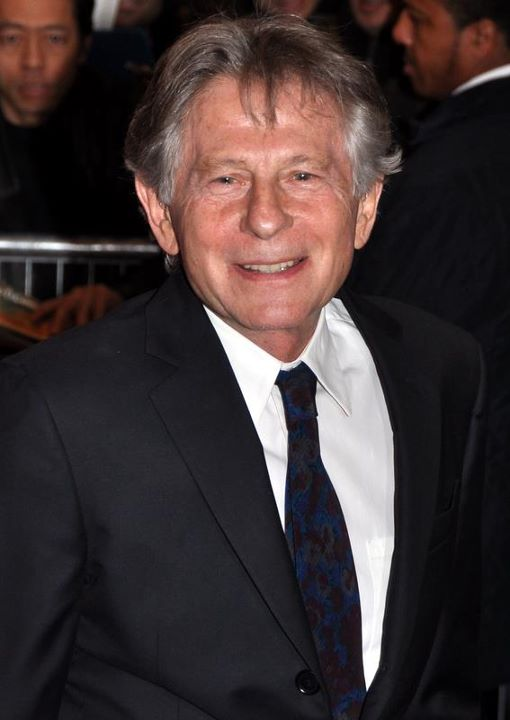
Roman Polanski, Đạo diễn xuất sắc nhất

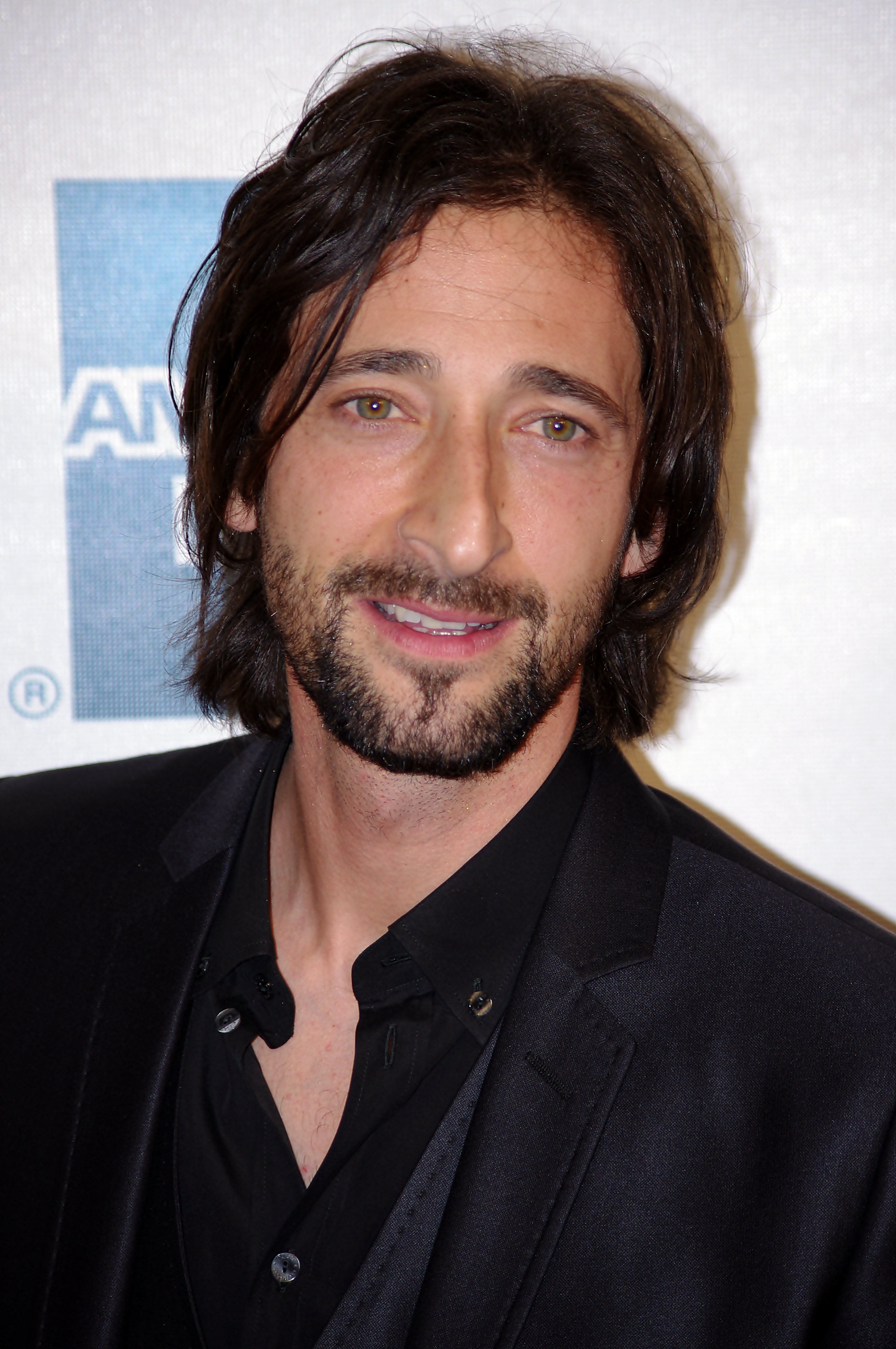
Adrien Brody, Nam diễn viên xuất sắc nhất

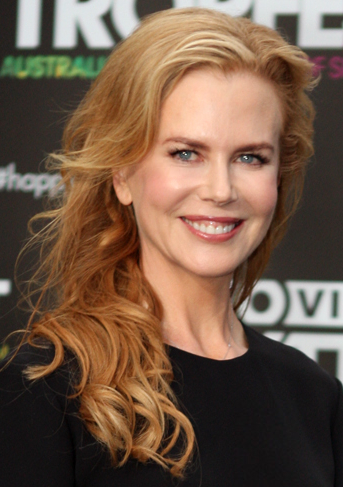
Nicole Kidman, Nữ diễn viên xuất sắc nhất

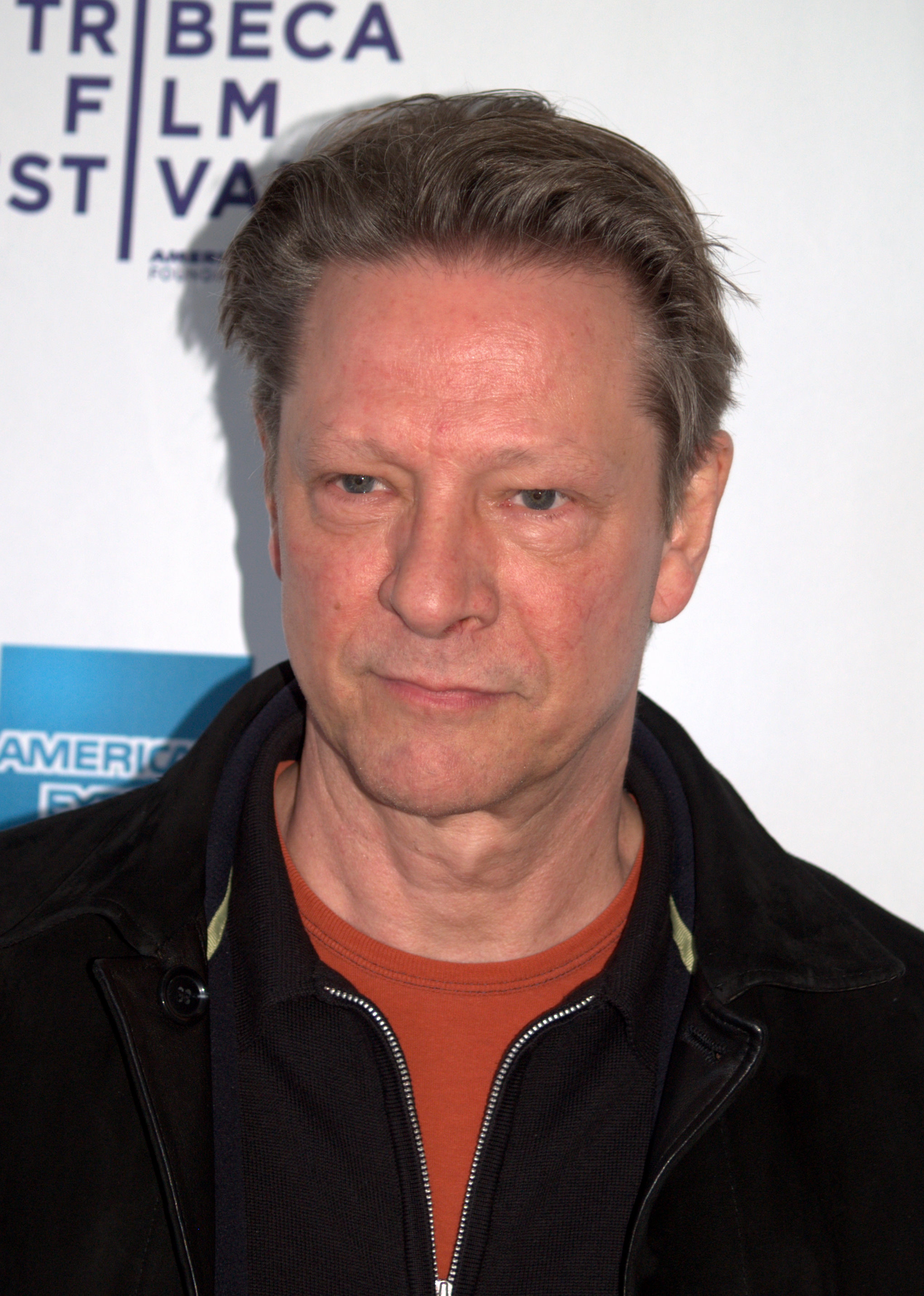
Chris Cooper, Nam diễn viên phụ xuất sắc nhất

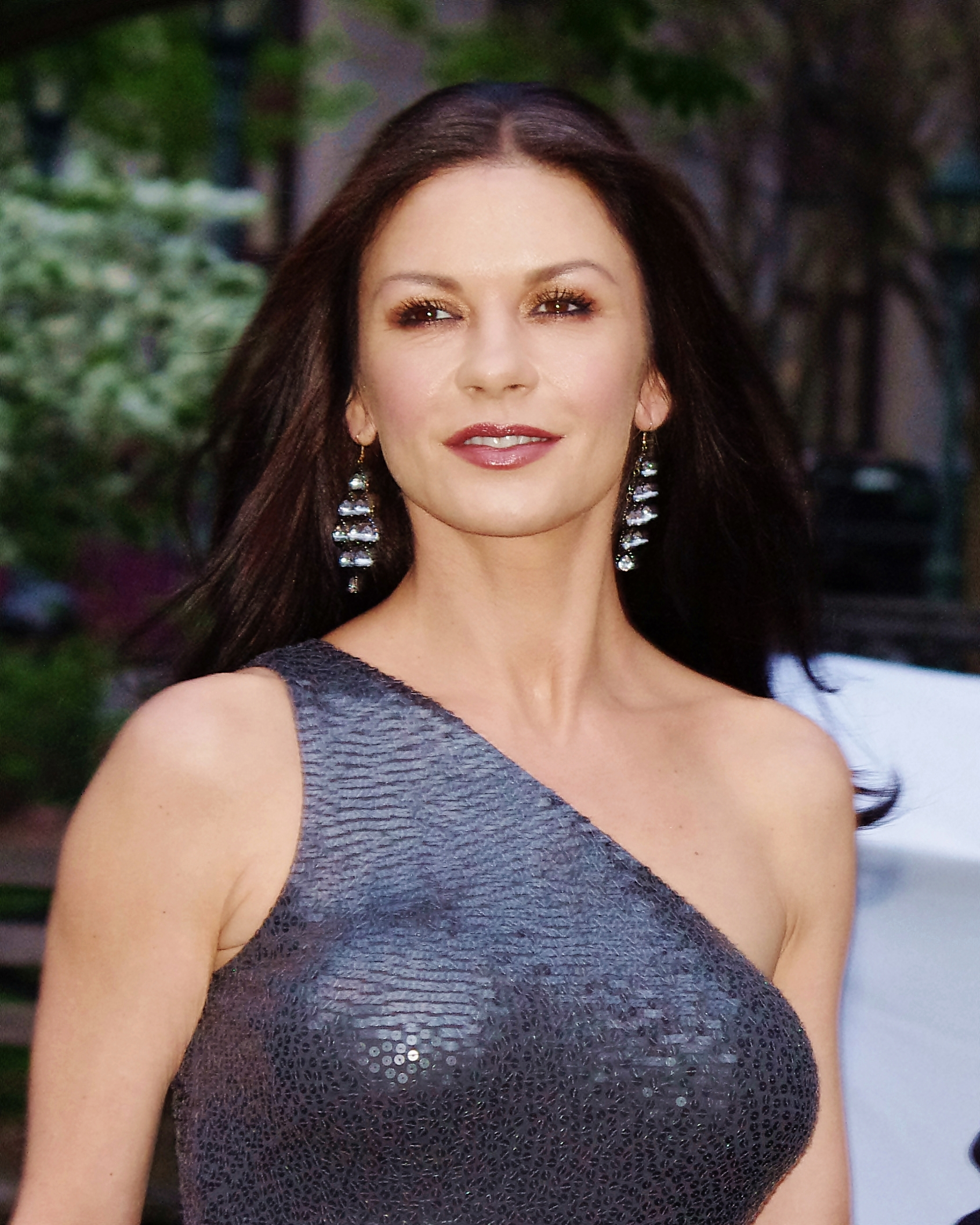
Catherine Zeta-Jones, Nữ diễn viên phụ xuất sắcc nhất

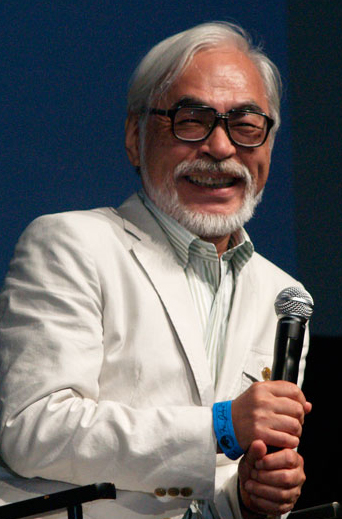
Hayao Miyazaki, Phim hoạt hình hay nhất

Các đề cử cho giải Oscar lần thứ 75 được công bố vào 11 tháng 2 năm 2003 tại nhà hát Samuel Goldwyn, Beverly Hills bởi Frank Pierson - giám đốc viện Hàn Lâm và nữ diễn viên Marisa Tomei. Chicago giành được nhiều đề cử nhất, nó là bộ phim thứ 8 từng giành được số đề cử là 13. Tiếp theo là Băng đảng New York với 10 đề cử.
Chicago là phim ca nhạc đầu tiên giành giải phim hay nhất kể từ khi Oliver! đạt giải này vào năm 1968. Adrien Brody là nam diễn viên trẻ nhất giành giải diễn viên chính xuất sắc nhất ở tuổi 29. Meryl Streep nhận được đề cử thứ 13 cho vai diễn trong Adaptation, qua đó trở thành diễn viên nhận đề cử Oscar nhiều nhất trong lịch sử giải. Trong khi đó, Jack Nicholson nhận đề cử thứ 12 và trở thành nam diễn viên nhận nhiều đề cử nhất. Julianne Moore là diễn viên thứ 9 nhận đề cử ở cả hai hạng mục diễn viên chính và phụ xuất sắc nhất trong cùng một năm. "Lose Yourself" từ phim 8 Mile là bài hát rap đầu tiên nhận giải bài hát hay nhất.
Tên phim và người nhận giải được in đậm
| Phim hay nhất | Đạo diễn xuất sắc nhất |
| --- | --- |
| - Chicago – Martin Richards - Băng đảng New York – Alberto Grimaldi, Harvey Weinstein - The Hours – Robert Fox, Scott Rudin - Chúa tể của những chiếc nhẫn: Hai tòa tháp – Peter Jackson, Barrie M. Osborne, Fran Walsh - Nghệ sĩ dương cầm – Roman Polanski, Alain Sarde, Robert Benmussa                                                    | - Roman Polanski – Nghệ sĩ dương cầm - Pedro Almodóvar – Talk to Her - [Stephen Daldry – The Hours - Rob Marshall – Chicago - Martin Scorsese – Băng đảng New York |
| Nam diễn viên xuất sắc nhất | Nữ diễn viên xuất sắc nhất |
| - Adrien Brody – Nghệ sĩ dương cầm trong vai Władysław Szpilman - Nicolas Cage – Adaptation trong vai Charlie Kaufman / Donald Kaufman - Michael Caine – Người Mỹ trầm lặng trong vai Thomas Fowler - Daniel Day-Lewis – Băng đảng New York trong vai Bill "The Butcher" Cutting - Jack Nicholson – About Schmidt trong vai Warren R. Schmidt | - Nicole Kidman – The Hours trong vai Virginia Woolf - Salma Hayek – Frida trong vai Frida Kahlo - Diane Lane – Unfaithful trong vai Connie Sumner - Julianne Moore – Far from Heaven trong vai Cathy Whitaker - Renée Zellweger – Chicago trong vai Roxie Hart |
| Nam diễn viên phụ xuất sắc nhất | Nữ diễn viên phụ xuất sắc nhất |
| - Chris Cooper – Adaptation trong vai John Laroche - Ed Harris – The Hours trong vai Richard "Richie" Brown - Paul Newman – Road to Perdition trong vai John Rooney - John C. Reilly – Chicago trong vai Amos Hart - Christopher Walken – Catch Me If You Can trong vai Frank Abagnale, Sr.                                                   | - Catherine Zeta-Jones – Chicago trong vai Velma Kelly - Kathy Bates – About Schmidt trong vai Roberta Hertzel - Queen Latifah – Chicago trong vai Matron "Mama" Morton - Julianne Moore – The Hours trong vai Laura Brown - Meryl Streep – Adaptation trong vai Susan Orlean |
| Kịch bản gốc xuất sắc nhất | Kịch bản chuyển thể xuất sắc nhất |
| - Talk to Her – Pedro Almodóvar - Far from Heaven – Todd Haynes - Băng đảng New York – Jay Cocks, Steven Zaillian và Kenneth Lonergan - My Big Fat Greek Wedding – Nia Vardalos - Y tu mamá también – Carlos Cuarón và Alfonso Cuarón | - Nghệ sĩ dương cầm – Ronald Harwood từ cuốn hồi ký Nghệ sĩĐương cầm của Władysław Szpilman - About a Boy – Peter Hedges, Chris Weitz và Paul Weitz từ tiểu thuyết About a Boy của Nick Hornby - Adaptation – Charlie Kaufman và Donald Kaufman từ cuốn sách The Orchid Thief của Susan Orlean - Chicago – Bill Condon từ nhạc kịch Chicago của Bob Fosse và Fred Ebb - The Hours – David Hare từ tiểu thuyết The Hours của Michael Cunningham |
| Phim hoạt hình hay nhất | Phim ngoại ngữ hay nhất |
| - Sen và Chihiro ở thế giới thần bí – Miyazaki Hayao - Kỷ băng hà – Chris Wedge - Lilo & Stitch – Chris Sanders - Spirit: Stallion of the Cimarron – Jeffrey Katzenberg - Treasure Planet – Ron Clements | - Nowhere in Africa tiếng Đức – Caroline Link - The Crime of Father Amaro tiếng Tây Ban Nha – Carlos Carrera - Anh hùng tiếng Trung – Trương Nghệ Mưu - The Man Without a Past tiếng Phần Lan – Aki Kaurismäki - Zus & Zo tiếng Hà Lan – Paula van der Oest |
| Phim tài liệu xuất sắc nhất | Phim tài liệu ngắn xuất sắc nhất |
| - Bowling for Columbine – Michael Moore và Michael Donovan - Daughter from Đà Nẵng – Gail Dolgin và Vicente Franco - Prisoner of Paradise – Malcolm Clarke và Stuart Sender - Spellbound – Jeffrey Blitz và Sean Welch - Winged Migration – Jacques Perrin                                                                                    | - Twin Towers – Bill Guttentag và Robert David Port - The Collector of Bedford Street – Alice Elliott - Mighty Times: The Legacy of Rosa Parks – Robert Hudson và Robert Houston - Why Can't We Be a Family Again? – Roger Weisberg và Murray Nossel |
| Phim ngắn hay nhất | Phim hoạt hình ngắn hay nhất |
| - This Charming Man – Martin Strange-Hansen và Mie Andreasen - Fait D’Hiver – Dirk Beliën và Anja Daelemans - J'attendrai le suivant... (J’Attendrai Le Suivant...) – Philippe Orreindy và Thomas Gaudin - Inja (Dog) – Steven Pasvolsky và Joe Weatherstone - Johnny Flynton – Lexi Alexander và Alexander Buono                             | - The ChubbChubbs! – Eric Armstrong - Atama-yama – Kōji Yamamura - Das Rad – Chris Stenner và Heidi Wittlinger - The Cathedral – Tomek Baginski - Mike's New Car – Pete Docter và Roger Gould |
| Nhạc phim hay nhất | Bài hát trong phim hay nhất |
| - Frida – Elliot Goldenthal - Catch Me If You Can – John Williams - Far From Heaven – Elmer Bernstein - The Hours – Philip Glass - Road to Perdition – Thomas Newman | - "Lose Yourself" từ 8 Mile – Nhạc: Eminem, Jeff Bass và Luis Resto; lời: Eminem - "I Move On" từ Chicago – Nhạc: John Kander; lời: Fred Ebb - "Burn It Blue" từ Frida – Nhạc: Elliot Goldenthal; lời: Julie Taymor - "The Hands That Built America" từ Băng đẳng New York – Nhạc và lời: Bono, The Edge, Adam Clayton và Larry Mullen - "Father and Daughter" từ The Wild Thornberrys Movie – Nhạc và lời: Paul Simon                         |
| Biên tập âm thanh xuất sắc nhất | Âm thanh xuất sắc nhất |
| - Chúa tể của những chiếc nhẫn: Hai tòa tháp – Mike Hopkins và Ethan Van der Ryn - Minority Report – Richard Hymns Gary Rydstrom - Road to Perdition – Scott Hecker | - Chicago – Michael Minkler, David Lee và Dominick Tavella - Băng đảng New York – Tom Fleischman, Eugene Gearty và Ivan Sharrock - Chúa tể của những chiếc nhẫn: Hai tòa tháp – Christopher Boyes, Michael Semanick, Michael Hedges và Hammond Peek - Road to Perdition – Scott Millan, Bob Beemer và John Pritchett - Người nhện – Kevin O'Connell, Greg P. Russell và Ed Novick                                                              |
| Chỉ đạo nghệ thuật xuất sắc nhất | Quay phim xuất sắc nhất |
| - Chicago – John Myhre và Gordon Sim - Frida – Felipe Fernández del Paso và Hania Robledo - Băng đảng New York – Dante Ferretti và Francesca Lo Schiavo - Chúa tể của những chiếc nhẫn: Hai tòa tháp – Grant Major, Dan Hennah và Alan Lee - Road to Perdition –Dennis Gassner và Nancy Haigh                                                 | - Road to Perdition – Conrad L. Hall - Chicago – Dion Beebe - Far From Heaven – Edward Lachman - Băng đảng New York – Michael Ballhaus - Nghệ sĩ dương cầm – Pawel Edelman |
| Hóa trang xuất sắc nhất | Thiết kế trang phục xuất sắc nhất |
| - Frida – John E. Jackson và Beatrice De Alba - Cỗ máy thời gian – John M. Elliott Jr. and Barbara Lorenz | - Chicago – Colleen Atwood - Frida – Julie Weiss - Băng đảng New York – Sandy Powell - The Hours' – Ann Roth - Nghệ sĩ dương cầm – Anna B. Sheppard |
| Biên tập xuất sắc nhất | Hiệu ứng xuất sắc nhất |
| - Chicago – Martin Walsh - Băng đảng New York – Thelma Schoonmaker - The Hours – Peter Boyle - Chúa tể của những chiếc nhẫn: Hai tòa tháp – Michael J. Horton - Nghệ sĩ dương cầm – Hervé de Luze | - Chúa tể của những chiếc nhẫn: Hai tòa tháp – Jim Rygiel, Randall William Cook, Alex Funke và Joe Letteri - Người nhện – John Dykstra, Scott Stokdyk, Anthony LaMolinara và John Frazier - Chiến tranh giữa các vì sao (phần II): Sự xâm lăng của người Vô tính – Rob Coleman, Pablo Helman, John Knoll và Ben Snow |

### Giải Oscar nhân đạo
- Peter O'Toole[16]

### Phim có nhiều đề cử và giải thưởng
Danh sách 12 bộ phim giành nhiều hơn 1 đề cử:
| Số đề cử | Phim                                       |
| -------- | ------------------------------------------ |
| 13       | Chicago                                    |
| 10       | Băng đảng New York                         |
| 9        | The Hours                                  |
| 7        | Nghệ sĩ dương cầm                          |
| 6        | Frida                                      |
| 6        | Chúa tể của những chiếc nhẫn: Hai tòa tháp |
| 6        | Road to Perdition                          |
| 4        | Adaptation.                                |
| 4        | Far From Heaven                            |
| 2        | Talk to Her                                |
| 2        | About Schmidt                              |
| 2        | Catch Me If You Can                        |
| 2        | Người nhện                                 |

Danh sách 4 phim giành từ 2 giải trở lên:
| Awards | Film                                       |
| ------ | ------------------------------------------ |
| 6      | Chicago                                    |
| 3      | Nghệ sĩ dương cầm                          |
| 2      | Frida                                      |
| 2      | Chúa tể của những chiếc nhẫn: Hai tòa tháp |